# Mats Hummels
Mats Julian Hummels (Bergisch Gladbach, 16 de desembre de 1988) és un futbolista alemany que actualment juga com a defensa central al Borussia Dortmund de la Bundesliga alemanya i a la selecció d'alemanya. És un dels estendards del Borussia Dortmund i un dels millors defenses alemanys de la seva generació, raó per la qual ha estat vinculat per la premsa en diferents moments a altres clubs com el Manchester United FC, la Juventus FC i el FC Barcelona.
El 8 de maig de 2014 va ser inclòs pel seleccionador alemany Joachim Löw a la llista preliminar de 30 jugadors per la fase final del mundial de 2014. Posteriorment, el juny de 2014 fou ratificat com un dels 23 seleccionats per representar Alemanya a la Copa del Món de Futbol de 2014 al Brasil.
L'11 de juliol de 2014 la FIFA va anunciar la seva inclusió entre els deu candidats a la Pilota d'Or al Millor Jugador del Mundial (els guanyadors de les Pilotes d'Or, Plata i Bronze als tres millors jugadors del Mundial del Brasil serien anunciats el dia 14, un dia després de la disputa de la final del Mundial a l'estadi de Maracaná).
El 10 de maig de 2016 es va confirmar que Hummels tornaria al Bayern de Múnic a partir de l'1 de juliol següent, firmant un contracte per cinc temporades. El seu dorsal seria el número 15, i compartiria la defensa amb els seus compatriotes Jérôme Boateng i Manuel Neuer. Va estar al Bayern de Múnic fins al 2019, i va retornar al Borussia Dortmund.

## Palmarès
Borussia Dortmund
- 2 Lligues alemanyes: 2010-11, 2011-12.
- 1 Copa alemanya: 2011-12.
- 2 Supercopes alemanyes: 2013, 2014.

Bayern de Múnic
- 3 Lligues alemanyes: 2016-17, 2017-18, 2018-19.
- 1 Copa alemanya: 2018-19.
- 3 Supercopes alemanyes: 2016, 2017, 2018.

Selecció alemanya
- 1 Copa del Món: 2014.
- 1 Campionat d'Europa sub-21: 2009.